# Загорська лососева (порода курей)
Загорська лососева — м'ясо-яєчна порода курей, виведена в інституті птахівництва. Для її виведення використовувались род-айлендська, нью-гемпширська, російська біла і юрловська голосиста породи. 

## Походження
Загорська лососева була виведена шляхом схрещування птахів, що належать до відомих порід: род-айланд, російська біла, юрловская голосиста і нью-гемпшир.
Перші представники нової породи з’явилися в інституті птахівництва в Сергієвому Посаді. Під час роботи над їх виведенням це місто називалося Загорськ. Це і є причиною присутності в назві породи першого слова. Друге позначає особливості кольору пір’я — ніжний відтінок якісної лососини.
Порода стала відома з 50-х років минулого століття. Іноді датою її народження називають 1956-ий, іноді 1950-ий рік.

## Характеристика
Порода має представницьку зовнішність, невибаглива в догляді. За зовнішніми ознаками фахівці виділили кілька основних ліній курей такої породи. У перших несучок пір`я має стандартний білий колір. У другій лінії курей оперення лососевого відтінку, а гребінець схожий зовні на листок. Голова досить невелика, дзьоб і кінцівки пофарбовані в жовтий колір, шия товста і масивна, хвіст короткий і не пишний. У молодняку стать визначити реально вже у віці більше доби. У самок пір`я має світло-коричневий колір, а у півнів — чорний. Відразу після народження курчата покриті світло-жовтим пушком. Корпус у загорської лососевої птиці прямий, спина рівна, груди широкі, лапи міцні і стійкі. Колір, який відповідає назві породи, є тільки у курей — на грудях пір`я самок пофарбоване в характерний колір, схожий з відтінком якісного лососевого філе. Однією з особливостей виду птахів загорська лососева є властивість інтенсивного приросту маси тіла і показників зростання.

## Продуктивність
Загорська лососева практично не поступається яєчним кросам:
- починає нестися у віці чотирьох місяців, іноді трохи раніше;
- середня вага яєць — 65 г;
- продуктивність за рік — понад 200 яєць[2].